# Noto-Hantō-Quasi-Nationalpark
Der Noto-Hantō-Quasi-Nationalpark (japanisch 能登半島国定公園 Notohantō Kokutei Kōen) ist ein japanischer Quasi-Nationalpark in den Präfekturen Toyama und Ishikawa. Die Präfekturen sind für die Verwaltung der jeweiligen Parkgebiete zuständig. Der am 1. Mai 1968 gegründete Park umfasst 9672 ha und erstreckt sich entlang der Küste der Noto-Halbinsel. Mit der IUCN-Kategorie V ist das Parkgebiet als Geschützte Landschaft/Geschütztes Marines Gebiet klassifiziert.